# Liste der Baudenkmäler in Rödental
Auf dieser Seite sind die Baudenkmäler in der oberfränkischen Stadt Rödental zusammengestellt. Diese Tabelle ist eine Teilliste der Liste der Baudenkmäler in Bayern. Grundlage ist die Bayerische Denkmalliste, die auf Basis des Bayerischen Denkmalschutzgesetzes vom 1. Oktober 1973 erstmals erstellt wurde und seither durch das Bayerische Landesamt für Denkmalpflege geführt wird. Die folgenden Angaben ersetzen nicht die rechtsverbindliche Auskunft der Denkmalschutzbehörde.

## Baudenkmäler nach Gemeindeteilen

### Einberg
| Lage                      | Objekt                                         | Beschreibung | Akten-Nr.     | Bild           |
| ------------------------- | ---------------------------------------------- | --- | ------------- | -------------- |
| Badergasse 28 (Standort)  | Happachsmühle                                  | Fachwerkbau des 18. Jahrhunderts mit modernen Anbauten | D-4-73-159-7  | Happachsmühle  |
| Glockenberg (Standort)    | Friedhof                                       | Mit spätklassizistischer Leichenhalle, bezeichnet „1884“ | D-4-73-159-8  | Friedhof       |
| Glockenberg 18 (Standort) | Satteldachbau                                  | Zweigeschossiger Satteldachbau, 18./19. Jahrhundert, Erdgeschoss massiv, Obergeschoss verschiefertes Fachwerk; dem Bereich des abgegangenen Oberen Schlosses in Einberg zugehörig | D-4-73-159-9  | Satteldachbau  |
| Kirchplatz 1 (Standort)   | Satteldachhaus                                 | Satteldachhaus, zum Teil verschiefert, erste Hälfte 19. Jahrhundert (Geburtshaus von J. N. Leutheusser, geboren 1836)                                                             | D-4-73-159-10 | Satteldachhaus |
| Kirchplatz 5 (Standort)   | Evangelisch-lutherische Pfarrkirche St. Marien | Mittelalterlicher Bau mit Dachreiter, modern erneuert; mit Ausstattung | D-4-73-159-11 | weitere Bilder |

### Fischbach
| Lage                                         | Objekt             | Beschreibung                                                                                                   | Akten-Nr.     | Bild               |
| -------------------------------------------- | ------------------ | --- | ------------- | ------------------ |
| Staatsstraße 2206 nach Mittelberg (Standort) | Wassersammelbecken | Wassersammelbecken mit geschwungener Fassade, in späten Jugendstilformen, bezeichnet „Wasserwerke Coburg 1907“ | D-4-73-159-12 | Wassersammelbecken |

### Fornbach
| Lage                   | Objekt | Beschreibung | Akten-Nr.     | Bild  |
| ---------------------- | ------ | --- | ------------- | ----- |
| Fornbach 18 (Standort) | Villa  | zweigeschossiger Sichtziegelbau in Ecklage, mit Zwerchhausrisalit mit Freigespärre und Standerker mit Turmabschluss, Werksteingliederung im Stil der Neorenaissance, 1907; Brunnen, runde Sandsteineinfassung, mit gusseiserner Abdeckung und Handschwengelpumpe, gleichzeitig. | D-4-73-159-62 | Villa |

### Mönchröden
| Lage                          | Objekt                              | Beschreibung | Akten-Nr.     | Bild                     |
| ----------------------------- | ----------------------------------- | --- | ------------- | ------------------------ |
| Kirchgasse 3 (Standort)       | Evangelisch-lutherische Pfarrkirche | Die Christuskirche ist die ehemalige Klosterkirche des Klosters Mönchröden. Das spätgotische Gotteshaus mit Ausstattung hat einen eingezogenen Chor und einen Dachreiteter. Es wurde 1788 umgebaut. Eine Mauer mit eingefügten Grabsteinen steht zwischen der Kirche und dem Pfarrhaus. | D-4-73-159-13 | weitere Bilder           |
| Klosterhof 2 (Standort)       | Pfarrhaus                           | Der Satteldachbau ist im Kern spätgotisch. | D-4-73-159-14 | Pfarrhaus                |
| Klosterhof 5 (Standort)       | Abtshaus                            | Das ehemalige Abtshaus ist ein viergeschossiger massiver Satteldachbau mit einem polygonalen Erker über einer Wandsäule an der Südseite des Gebäudes. Das Bauwerk wurde im späten 15. bis frühen 16. Jahrhundert errichtet.                                                             | D-4-73-159-15 | Abtshaus                 |
| Klosterhof 6 (Standort)       | Kornbau oder Refektorium            | Das Refektorium wurde 1516 als Wohn- und Speisehause für die Mönche errichtet. Es ist ein stattlicher, spätgotischer Satteldachbau. | D-4-73-159-16 | Kornbau oder Refektorium |
| Damm (Standort)               | Rödenbrücke                         | Die neugotisch gestaltete Bogenbrücke über die Röden hat eine geometrische Maßwerkbrüstung. Sie stammt aus der Mitte des 19. Jahrhunderts. | D-4-73-159-20 | Rödenbrücke              |
| Rothinestraße 1/1a (Standort) | Satteldachhaus                      | Satteldachhaus mit massivem Kellergeschoss und Fachwerkobergeschoss, 17. Jahrhundert | D-4-73-159-17 | Satteldachhaus           |
| Rothinestraße 7 (Standort)    | Satteldachhaus                      | Satteldachhaus, verputzt und verschiefert, wohl erste Hälfte 19. Jahrhundert (bezeichnet „1886“) | D-4-73-159-18 | Satteldachhaus           |
| Schenkgasse 2 (Standort)      | Gasthaus Klosterschänke             | Walmdachbau mit Verschieferung, erste Hälfte 19. Jahrhundert | D-4-73-159-19 | Gasthaus Klosterschänke  |

### Oberwohlsbach
| Lage                           | Objekt          | Beschreibung | Akten-Nr.     | Bild            |
| ------------------------------ | --------------- | --- | ------------- | --------------- |
| Fornbacher Weg 1 (Standort)    | Kriegerdenkmal  | Rundtempel mit dorischen Säulen und Brüstungsmauern aus Bruchstein, ziegelgedecktes Kegeldach; 1918; Gedenktafel aus Bronze für die Gefallenen des Ersten und des Zweiten Weltkriegs | D-4-73-159-56 | Kriegerdenkmal  |
| Krugsleite (Standort)          | Lauterburg      | Reste der gesprengten Burg | D-4-73-159-22 | weitere Bilder  |
| Lauterburgstraße 11 (Standort) | Mansarddachhaus | Mansarddachhaus, um 1800. | D-4-73-159-21 | Mansarddachhaus |

### Oeslau
| Lage                               | Objekt                              | Beschreibung | Akten-Nr.    | Bild                       |
| ---------------------------------- | ----------------------------------- | --- | ------------ | -------------------------- |
| Kronacher Straße 2 (Standort)      | Domäne                              | Ehemaliges Gut, jetzt Städtischer Bauhof, mehrflügelige Anlage mit Wirtschaftsgebäuden und Viehstallungen, Baugruppe mit der Kirche, vergleiche Kronacher Straße 4, im Kern Bau des 16. bis 17. Jahrhunderts, 1639 zum Teil zerstört, nach Brand 1848 zum Teil romanisierend umgebaut, polygonaler Turm | D-4-73-159-1 | Domäne                     |
| Kronacher Straße 4 (Standort)      | Evangelisch-lutherische Pfarrkirche | St. Johanniskirche; Spätgotisch, angeblich 1517 eingeweiht, Kirchhaus um 1600, 1953/54 erweitert, an der Nordseite polygonaler Turm mit welscher Haube; mit Ausstattung | D-4-73-159-2 | weitere Bilder             |
| Mühlweg 19 (Standort)              | Herrgottsmühle                      | Walmdachbau, 17./18. Jahrhundert; rückwärts Brunnenhaus von 1615 | D-4-73-159-3 | Herrgottsmühle             |
| Oeslauer Straße 115 (Standort)     | Gasthof Grosch                      | Stattlicher Satteldachbau, im Kern 17. Jahrhundert, modern verändert | D-4-73-159-4 | Gasthof Grosch             |
| Oeslauer Straße 126/128 (Standort) | Schwarzmühle (Mittelmühle)          | Mehrflügelige Anlage mit Anbauten, 1492 als landesherrschaftliches Lehen bekundet, 1851 Märbelmühle, 1854 zusätzlich noch Massemühle, Umbauten mit Dekor um 1900 | D-4-73-159-5 | Schwarzmühle (Mittelmühle) |
| Schweizerei 1 (Standort)           | Gutsanlage                          | Mit Wohnhaus im Schweizer Landhausstil, zweite Hälfte 19. Jahrhundert | D-4-73-159-6 | Gutsanlage                 |

### Rosenau
| Lage | Objekt                                                  | Beschreibung | Akten-Nr.     | Bild                                                    |
| --- | ------------------------------------------------------- | --- | ------------- | ------------------------------------------------------- |
| Rosenau (Standort)                                                                                           | Landschaftspark                                         | Malerischer Landschaftspark im englischen Stil, mit ehemaligem Wasserfall, Teichen und Parkbänken, angelegt Anfang 19. Jahrhundert | D-4-73-159-31 | Landschaftspark                                         |
| Rosenau, im Park 250 m nördlich des Schlosses auf dem Hügel rechts der Straße nach Unterwohlsbach (Standort) | Turniersäule                                            | Neugotischer gemauerter Pfeiler mit Wappenschilden und Sonnenuhr, erstes Viertel 19. Jahrhundert | D-4-73-159-32 | Turniersäule                                            |
| Rosenau, im Hof zwischen Rosenau 2 und 3 (Standort)                                                          | Röhrenbrunnen bzw. Löwenbrunnen, ehemalige Pferdetränke | Anfang 19. Jahrhundert | D-4-73-159-26 | Röhrenbrunnen bzw. Löwenbrunnen, ehemalige Pferdetränke |
| Rosenau, östlich unterhalb der Burg (Standort)                                                               | Eiskeller                                               | Neugotische Fassade eines Eiskellers, Anfang 19. Jahrhundert | D-4-73-159-30 | Eiskeller                                               |
| Rosenau (Standort)                                                                                           | Orangerie                                               | Klassizistische Anlage, um 1800, spätere Anbauten | D-4-73-159-27 | Orangerie                                               |
| Rosenau 1 (Standort)                                                                                         | Schloss Rosenau                                         | Satteldachbau mit vorgesetztem Rundturm, 16. Jahrhundert, 1809–17 neugotisch ausgebaut, Terrassen mit neugotischen Brüstungen an Ostseite, an Nordseite mit Spolien und Brunnen; Rundturm (sogenannte Prinzessinnenküche) und Mauerwerk mit Turmstumpf, Teile der Befestigung des spätmittelalterlichen Burgbezirks; im Garten neugotischer Rundpfeilerstumpf und Nachbildung der Frierenden (1783 von Jean-Antoine Houdon) | D-4-73-159-23 | weitere Bilder                                          |
| Rosenau 2 (Standort)                                                                                         | Parkwächterhaus                                         | Massiver Satteldachbau mit Mittelrisalit, Mitte 19. Jahrhundert | D-4-73-159-24 | Parkwächterhaus                                         |
| Rosenau 3 (Standort)                                                                                         | Kastellanhaus                                           | Zweiflügelige Anlage mit Fachwerkbau und Wirtschaftsflügel, spitzbogige Loggia, wohl 1884 von Jakob Lindner umgestaltet Zugehörig ehemaliger Marstall mit Wohnteil, neugotische Fialentürmchen | D-4-73-159-25 | Kastellanhaus                                           |
| Rosenau 4 (Standort)                                                                                         | Kavaliershaus                                           | Neugotisches Einzelhaus, um 1820/30 | D-4-73-159-28 | Kavaliershaus                                           |
| Rosenau 5 (Standort)                                                                                         | Parkrestaurant                                          | Dreiteilige klassizistische Anlage, Mittelbau mit Dreiecksgiebel und Freitreppe, zwei symmetrische Seitenflügel, und Wirtschaftshof mit Fachwerkbauten, um 1820/30 | D-4-73-159-29 | Parkrestaurant                                          |

### Schönstädt
| Lage                                          | Objekt               | Beschreibung                                                | Akten-Nr.     | Bild           |
| --------------------------------------------- | -------------------- | ----------------------------------------------------------- | ------------- | -------------- |
| Haus Nummer 3, im Innern der Mühle (Standort) | Wappenstein          | Wappenstein, bezeichnet „1584“                              | D-4-73-159-33 | BW             |
| Haus Nummer 12 (Standort)                     | Ehemalige Wasserburg | Erdgeschoss massiv, bezeichnet „1588“, Fachwerkobergeschoss | D-4-73-159-34 | weitere Bilder |

### Spittelstein
| Lage                            | Objekt           | Beschreibung                                                                                             | Akten-Nr.     | Bild             |
| ------------------------------- | ---------------- | --- | ------------- | ---------------- |
| Steinroder Straße 30 (Standort) | Ehemalige Schule | Eingeschossiger, historistischer Walmdachbau mit Saaltrakt, Ziergiebel und Dachreiter, bezeichnet „1900“ | D-4-73-159-49 | Ehemalige Schule |

### Taimbach
| Lage                        | Objekt             | Beschreibung                                        | Akten-Nr.     | Bild               |
| --------------------------- | ------------------ | --------------------------------------------------- | ------------- | ------------------ |
| Taimbacher Forst (Standort) | Forsthaus Taimbach | Zweigeschossiger Satteldachbau, 18./19. Jahrhundert | D-4-73-159-53 | Forsthaus Taimbach |

### Unterwohlsbach
| Lage                          | Objekt    | Beschreibung                                              | Akten-Nr.     | Bild      |
| ----------------------------- | --------- | --------------------------------------------------------- | ------------- | --------- |
| Lautertalstraße (Standort)    | Stadel    | Zweigeschossiger Holzbau mit Giebellaube, 18. Jahrhundert | D-4-73-159-35 | Stadel    |
| Lautertalstraße 12 (Standort) | Obstdarre | Fachwerk, 19. Jahrhundert                                 | D-4-73-159-50 | Obstdarre |

### Waldsachsen
| Lage                               | Objekt        | Beschreibung                                                   | Akten-Nr.     | Bild          |
| ---------------------------------- | ------------- | -------------------------------------------------------------- | ------------- | ------------- |
| Geisgraben 5 (Standort)            | Walmdachhaus  | Spätklassizistisch, bezeichnet „1874“                          | D-4-73-159-36 | Walmdachhaus  |
| Im Rödengrund (Standort)           | Bogenbrücke   | Einjochig, über die Itz, Sandsteinquader, Ende 19. Jahrhundert | D-4-73-159-54 | Bogenbrücke   |
| Waldsachsener Straße 11 (Standort) | Viereckanlage | Mit stattlichem Walmdachbau, 19. Jahrhundert                   | D-4-73-159-37 | Viereckanlage |

### Weißenbrunn vorm Wald
| Lage                                  | Objekt                              | Beschreibung | Akten-Nr.     | Bild                               |
| ------------------------------------- | ----------------------------------- | --- | ------------- | ---------------------------------- |
| Almerswinder Weg 8 (Standort)         | Fachwerkhaus                        | Mit rückwärtiger Hochlaube sowie Treppenaufgang mit Laube, 19. Jahrhundert | D-4-73-159-38 | Fachwerkhaus                       |
| Bergheimstraße 16 (Standort)          | Bauernhaus                          | Zweigeschossiges Fachwerkhaus mit Krüppelwalm, um 1800, Erdgeschoss, Ziegel, um 1900 | D-4-73-159-51 | Bauernhaus                         |
| Bergheimstraße 28 (Standort)          | Dreiseithof                         | Mit zweigeschossigem Wohnstallhaus, Fachwerk, im rückwärtigen Giebel Trockenlaube, im Kern 16. Jahrhundert, 18./19. Jahrhundert | D-4-73-159-39 | Dreiseithof                        |
| Bergheimstraße 29 (Standort)          | Ehemalige Schule                    | Verschieferter Satteldachbau des 19. Jahrhunderts (modern bezeichnet „1830“) Gedenktafel für Heinrich Schaumberger, bezeichnet „1899“                                                                                              | D-4-73-159-40 | Ehemalige Schule                   |
| Bergheimstraße 32 (Standort)          | Evangelisch-lutherisches Pfarrhaus  | Fachwerkbau mit Walmdach, 18./19. Jahrhundert | D-4-73-159-42 | Evangelisch-lutherisches Pfarrhaus |
| Bergheimstraße 34 (Standort)          | Walmdachbau                         | Mit Kellergeschoss und Freitreppe mit Laube, um 1800 | D-4-73-159-43 | Walmdachbau                        |
| Bergheimstraße 35 (Standort)          | Neues Schloss                       | Klassizisierender Mansarddachbau, Säulenbalkon, zweite Hälfte 18./erste Hälfte 19. Jahrhundert Pfeilerportal zum Park Westlich Scheune, 17./18. Jahrhundert                                                                        | D-4-73-159-44 | Neues Schloss                      |
| Bergheimstraße 39 (Standort)          | Waschhaus oder Kellerhaus           | Eingeschossig mit Satteldach, Dacheindeckung mit historischen Rinnenziegeln, aus Sandsteinquadern gemauerter Gewölbekeller mit spitzbogigem Zugang Keller 16./17. Jahrhundert, Wasch- bzw. Kellerhaus erste Hälfte 19. Jahrhundert | D-4-73-159-57 | Waschhaus oder Kellerhaus          |
| Bergheimstraße 41 (Standort)          | Evangelisch-lutherische Pfarrkirche | Dreifaltigkeitskirche; Saalbau 1754/56 von Hofmaurermeister Brückner, Turm spätmittelalterlich, 1866 erhöht; mit Ausstattung; Kirchhofmauer und großes Tor, bezeichnet „1558“                                                      | D-4-73-159-41 | weitere Bilder                     |
| Bergheimstraße 45 (Standort)          | Gasthof zum Roten Ochsen            | Halbmansarddachbau, Ende 18. Jahrhundert | D-4-73-159-45 | Gasthof zum Roten Ochsen           |
| Domgasse 3 (Standort)                 | Fachwerkbau                         | Stattlich, auf Kellergeschoss mit Hochlaube, Halbwalmdach, 18./19. Jahrhundert | D-4-73-159-46 | Fachwerkbau                        |
| Domgasse 5 (Standort)                 | Fachwerkhaus                        | Zweigeschossig mit Walmdach, verschiefert, frühes 19. Jahrhundert | D-4-73-159-52 | Fachwerkhaus                       |
| an der Landesgrenze nach Thüringen () | Grenzsteine des Herzogtums Coburg   | Lateinisch nummeriert und bezeichnet, 19. Jahrhundert | D-4-73-159-48 | Grenzsteine des Herzogtums Coburg  |
| Mergelgasse 4 (Standort)              | Fachwerkhaus                        | 17./18. Jahrhundert | D-4-73-159-47 | Fachwerkhaus                       |